# Listă de zile internaționale
Mai jos se află o listă de zile care au fost recunoscute ca aniversări internaționale de către Organizația Națiunilor Unite sau de către alte organizații care declară aniversări internaționale, dar nu sunt la fel de larg cunoscute. De asemenea, în listă sunt trecute și  săptămâni sau luni cu semnificație internațională recunoscută.

## Zile

### Ianuarie
| Zi          | Nume                                                         | Recunoscută de                      |
| ----------- | ------------------------------------------------------------ | ----------------------------------- |
| 1 ianuarie  | Anul Nou                                                     | Utilizatorii calendarului gregorian |
| 10 ianuarie | Ziua Mondială a Economisirii Energiei                        |                                     |
| 11 ianuarie | Ziua Mondială a Rezervațiilor Naturale                       |                                     |
| 27 ianuarie | Ziua Internațională de Comemorare a Victimelor Holocaustului | ONU                                 |
| 30 ianuarie | Ziua Internațională pentru Nonviolență în Școală             |                                     |

### Februarie
| Zi           | Nume                                                                        | Recunoscută de                        |
| ------------ | --------------------------------------------------------------------------- | ------------------------------------- |
| 2 februarie  | Ziua Mondială a Zonelor Umede                                               |                                       |
| 4 februarie  | Ziua Mondială de Luptă împotriva Cancerului                                 | ONU, Organizația Mondială a Sănătății |
| 6 februarie  | Ziua Internațională de Toleranță Zero față de Mutilarea Genitală a Femeilor | ONU, Organizația Mondială a Sănătății |
| 9 februarie  | Ziua Internaționala A Pizzei                                                |                                       |
| 11 februarie | Ziua Mondială a Bolnavului                                                  | Introdusă de Papa Ioan Paul al II-lea |
| 13 februarie | Ziua Mondială a Radioului                                                   | ONU, UNESCO                           |
| 14 februarie | Ziua îndrăgostiților                                                        |                                       |
| 15 februarie | Ziua Internațională a Copilului Bolnav de Cancer                            | ONU, Organizația Mondială a Sănătății |
| 20 februarie | Ziua Mondială a Justiției Sociale                                           | ONU                                   |
| 21 februarie | Ziua Internațională a Limbii Materne                                        | ONU, UNESCO                           |
| 28 februarie | Ziua Mondială a Bolilor Rare                                                | EURORDIS                              |

### Martie
| Zi        | Nume                                                                                        | Recunoscută de                            |
| --------- | ------------------------------------------------------------------------------------------- | ----------------------------------------- |
| 3 martie  | Ziua Mondială a Scriitorilor                                                                |                                           |
| 5 martie  | Ziua Mondială a Eficienței Energetice                                                       |                                           |
| 8 martie  | Ziua Internațională a Femeii                                                                | ONU                                       |
| 15 martie | Ziua Mondială a Drepturilor Consumatorilor                                                  | Consumers International                   |
| 16 martie | Ziua Internațională a Somnului                                                              |                                           |
| 20 martie | Ziua Mondială a Sănătății Orale                                                             | Federația Dentară Internațională          |
| 20 martie | Ziua Internațională a Francofoniei                                                          | Organizația Internațională a Francofoniei |
| 20 martie | Ziua Internațională a Fericirii                                                             | ONU                                       |
| 20 martie | Ziua Mondială a Vrabiei                                                                     | Nature Forever Society                    |
| 21 martie | Ziua Internațională a Copiilor Străzii                                                      | ONU                                       |
| 21 martie | Ziua Internațională pentru Eliminarea Discriminării Rasiale                                 | ONU                                       |
| 21 martie | Ziua Internațională a Poeziei                                                               | ONU, UNESCO                               |
| 21 martie | Nowruz                                                                                      | Popoarele iraniene                        |
| 21 martie | Ziua Mondială a Sindromului Down                                                            | ONU                                       |
| 21 martie | Ziua Mondială a Marionetiștilor și Păpușarilor                                              | UNIMA                                     |
| 21 martie | Ziua Internațională a Pădurilor                                                             | ONU                                       |
| 22 martie | Ziua Mondială a Apei                                                                        | ONU                                       |
| 23 martie | Ziua Mondială a Meteorologiei                                                               | ONU, Organizația Meteorologică Mondială   |
| 24 martie | Ziua Mondială de Luptă împotriva Tuberculozei                                               | ONU, Organizația Mondială a Sănătății     |
| 25 martie | Ziua Internațională a Comemorării Victimelor Sclaviei și Comerțului Transatlantic cu Sclavi | ONU                                       |
| 26 martie | Ziua Internațională de Luptă împotriva Epilepsiei                                           |                                           |
| 27 martie | Ziua Mondială a Teatrului                                                                   | Institutul Internațional de Teatru        |
| 31 martie | Ziua mondială de luptă împotriva cancerului colorectal                                      | ONU, OMS                                  |

### Aprilie
| Zi         | Nume                                                                     | Recunoscută de                                   |
| ---------- | ------------------------------------------------------------------------ | ------------------------------------------------ |
| 1 aprilie  | Ziua Păcălelilor                                                         |                                                  |
| 2 aprilie  | Ziua Internațională de Conștientizare a Autismului                       | ONU                                              |
| 2 aprilie  | Ziua Internațională a Cărților pentru Copii                              | IBBY                                             |
| 7 aprilie  | Ziua Internațională de Reflecție asupra Genocidului din Rwanda           | ONU                                              |
| 7 aprilie  | Ziua Mondială a Sănătății                                                | ONU, Organizația Mondială a Sănătății            |
| 8 aprilie  | Ziua Internațională a Romilor                                            | Uniunea Internațională a Romilor                 |
| 17 aprilie | Ziua Internațională a Hemofiliei                                         | Federația Internațională de Hemofilie            |
| 18 aprilie | Ziua Internațională a Monumentelor și Siturilor                          | UNESCO                                           |
| 20 aprilie | Ziua Limbii Chineze                                                      | ONU                                              |
| 22 aprilie | Ziua Pământului                                                          | ONU                                              |
| 23 aprilie | Ziua Internațională a Cărții și a Drepturilor de Autor                   | ONU, UNESCO                                      |
| 23 aprilie | Ziua Limbii Engleze                                                      | ONU                                              |
| 24 aprilie | Ziua Mondială a Protecției Animalelor de Laborator                       | Societatea Națională Anti-Vivisecție             |
| 25 aprilie | Ziua Mondială de Luptă împotriva Malariei                                | ONU, Organizația Mondială a Sănătății            |
| 26 aprilie | Ziua Mondială a Proprietății Intelectuale                                | Organizația Mondială a Proprietății Intelectuale |
| 28 aprilie | Ziua Mondială a Siguranței și Sănătății la Locul de Muncă                | ONU, Organizația Internațională a Muncii         |
| 29 aprilie | Ziua Internațională de Comemorare a Tuturor Victimelor Războiului Chimic | ONU                                              |
| 29 aprilie | Ziua Internațională a Dansului                                           | UNESCO                                           |
| 30 aprilie | Ziua Internațională a Jazzului                                           | ONU                                              |

### Mai
| Zi                            | Nume                                                                  | Recunoscută de                                     |
| ----------------------------- | --------------------------------------------------------------------- | -------------------------------------------------- |
| 1 mai                         | Ziua Muncii                                                           | UE                                                 |
| 3 mai                         | Ziua Mondială a Libertății Presei                                     | ONU                                                |
| 4 mai                         | Ziua Internațională a Pompierilor                                     |                                                    |
| 4 mai                         | Ziua Star Wars                                                        |                                                    |
| 5 mai                         | Ziua Internațională a Moașelor                                        |                                                    |
| 8 mai                         | Ziua Mondială a Crucii Roșii și Semilunii Roșii                       |                                                    |
| 9 mai                         | Ziua Europei                                                          | Uniunea Europeană                                  |
| 12 mai                        | Ziua Internațională a Asistenților Medicali                           | Consiliului Internațional al Asistenților Medicali |
| 15 mai                        | Ziua Internațională a Familiei                                        | ONU                                                |
| 17 mai                        | Ziua Mondială a Telecomunicațiilor și a Societății Informaționale     | ONU, Uniunea Internațională pentru Telecomunicații |
| 17 mai                        | Ziua intermațională de luptă împotriva hipertensiunii arteriale       | OMS                                                |
| 18 mai                        | Ziua Internațională de Comemorare a Persoanelor Decedate de SIDA      |                                                    |
| 18 mai                        | Ziua Internațională a Muzeelor                                        | Consiliul Internațional al Muzeelor                |
| 19 mai                        | Ziua internațională a medicului de familie                            | OMS                                                |
| 19 mai                        | Ziua internațională de luptă împotriva bolii inflamatorii intestinale | OMS                                                |
| 21 mai                        | Ziua Mondială a Diversității Culturale pentru Dialog și Dezvoltare    | ONU                                                |
| 22 mai                        | Ziua Internațională pentru Diversitate Biologică                      | ONU                                                |
| 25 mai                        | Ziua Prosopului                                                       | Tribut scriitorului Douglas Adams                  |
| 29 mai                        | Ziua Internațională a Forțelor ONU de Menținere a Păcii               | ONU                                                |
| 31 mai                        | Ziua Mondială fără Tutun                                              | ONU, Organizația Mondială a Sănătății              |
| Prima zi de marți a lunii     | Ziua Mondială a Astmului                                              | Global Initiative for Asthma                       |
| A doua zi de sâmbătă a lunii  | Ziua Mondială a Comerțului Echitabil                                  |                                                    |
| A doua zi de duminică a lunii | Ziua Mamei                                                            |                                                    |
| Lună plină în mai             | Vesak                                                                 | Budiști                                            |

### Iunie
| Zi                             | Nume                                                                             | Recunoscută de                        |
| ------------------------------ | -------------------------------------------------------------------------------- | ------------------------------------- |
| 1 iunie                        | Ziua Părinților                                                                  | ONU                                   |
| 1 iunie                        | Ziua Copilului                                                                   |                                       |
| 4 iunie                        | Ziua Internațională a Copiilor Victime ale Agresiunii                            | ONU                                   |
| 5 iunie                        | Ziua Mondială a Mediului                                                         | ONU, UNEP                             |
| 6 iunie                        | Ziua Limbii Ruse                                                                 | ONU                                   |
| 8 iunie                        | Ziua Oceanului Planetar                                                          | ONU                                   |
| 12 iunie                       | Ziua Mondială împotriva Exploatării prin Muncă a Copiilor                        |                                       |
| 14 iunie                       | Ziua Mondială a Donatorului de Sânge                                             | ONU, Organizația Mondială a Sănătății |
| 15 iunie                       | Ziua Mondială a Vântului                                                         |                                       |
| 15 iunie                       | Ziua Mondială de luptă împotriva relelor tratamente asupra persoanelor vârstnice |                                       |
| 17 iunie                       | Ziua Mondială pentru Combaterea Deșertificării și a Secetei                      | ONU                                   |
| 18 iunie                       | Ziua Mândriei Autiste                                                            | Aspies For Freedom                    |
| 20 iunie                       | Ziua Mondială a Refugiatului                                                     | ONU                                   |
| 21 iunie                       | Ziua Muzicii                                                                     |                                       |
| 21 iunie                       | Ziua Internațională Yoga                                                         | ONU                                   |
| 21 iunie                       | Ziua internațională a sărbătorii solstițiului                                    | ONU                                   |
| 23 iunie                       | Ziua Internațională a Văduvelor                                                  | ONU                                   |
| 24 iunie                       | Ziua Internațională a Iei                                                        |                                       |
| 26 iunie                       | Ziua Internațională de Luptă împotriva Abuzului și Traficului Ilicit de Droguri  | ONU                                   |
| 26 iunie                       | Ziua drapelului național                                                         | România                               |
| 26 iunie                       | Ziua Internațională pentru Susținerea Victimelor Torturii                        | ONU                                   |
| A treia zi de duminică a lunii | Ziua Tatălui în unele țări                                                       |                                       |
| 30 iunie                       | Ziua Internațională a Asteroizilor Ziua Internațională a Parlamentarismului      | ONU                                   |
| 30 iunie                       | Ziua învățătorilor                                                               | România                               |

### Iulie
| Zi                          | Nume                                       | Recunoscută de                        |
| --------------------------- | ------------------------------------------ | ------------------------------------- |
| 11 iulie                    | Ziua Mondială a Populației                 | ONU                                   |
| 12 iulie                    | Ziua Malala                                | ONU                                   |
| 17 iulie                    | Ziua Justiției                             | Curtea Penală Internațională          |
| 18 iulie                    | Ziua Internațională Nelson Mandela         | ONU                                   |
| 20 iulie                    | Ziua Internațională a Șahului              | ONU                                   |
| 28 iulie                    | Ziua Mondială de Luptă împotriva Hepatitei | ONU, Organizația Mondială a Sănătății |
| 29 iulie                    | Ziua Internațională a Tigrului             |                                       |
| 30 iulie                    | Ziua Internațională a Prieteniei           | ONU                                   |
| Prima zi de sâmbătă a lunii | Ziua Internațională a Cooperației          | ONU                                   |

### August
| Zi                         | Nume                                                                            | Recunoscută de |
| -------------------------- | ------------------------------------------------------------------------------- | -------------- |
| 8 august                   | Ziua Internațională a Pisicii                                                   |                |
| 9 august                   | Ziua Internațională a Popoarelor Indigene                                       | ONU            |
| 9 august                   | Ziua Internațională a Grădinilor Zoologice și a Parcurilor                      |                |
| 12 august                  | Ziua Mondială a Tineretului                                                     | ONU            |
| 12 august                  | Ziua Mondială a Elefanților                                                     |                |
| 13 august                  | Ziua Internațională a Stângacilor                                               |                |
| 19 august                  | Ziua Mondială pentru Asistență Umanitară                                        | ONU            |
| 21 august                  | Ziua Modei                                                                      |                |
| 23 august                  | Ziua Internațională de Comemorare a Comerțului cu Sclavi și a Abolirii Acestuia | ONU, UNESCO    |
| 29 august                  | Ziua Internațională împotriva Testelor Nucleare                                 | ONU            |
| 30 august                  | Ziua Internațională a Victimelor Disparițiilor Forțate                          | ONU            |
| Prima zi de vineri a lunii | Ziua Internațională a Berii                                                     |                |

### Septembrie
| Zi            | Nume                                                   | Recunoscută de                         |
| ------------- | ------------------------------------------------------ | -------------------------------------- |
| 5 septembrie  | Ziua Internațională a Carității                        |                                        |
| 8 septembrie  | Ziua Internațională a Alfabetizării                    | ONU, UNESCO                            |
| 10 septembrie | Ziua Mondială pentru Prevenirea Suicidului             | ONU, Organizația Mondială a Sănătății  |
| 15 septembrie | Ziua Internațională a Democrației                      | ONU                                    |
| 16 septembrie | Ziua Internațională pentru Protecția Stratului de Ozon | ONU                                    |
| 18 septembrie | Ziua Mondială a Monitorizării Calității Apei           | Clean Water Foundation                 |
| 21 septembrie | Ziua Internațională a Păcii                            | ONU                                    |
| 23 septembrie | Ziua Mondială a Curățeniei                             | ONU                                    |
| 26 septembrie | Ziua Europeană a Limbilor                              | Consiliul Europei                      |
| 27 septembrie | Ziua Mondială a Turismului                             | ONU, Organizația Mondială a Turismului |
| 28 septembrie | Ziua Mondială de Luptă împotriva Rabiei                | ONU, Organizația Mondială a Sănătății  |
| 28 septembrie | Ziua Internațională a Dreptului de a Ști               |                                        |
| 29 septembrie | Ziua Mondială a Inimii                                 | ONU, Organizația Mondială a Sănătății  |
| 30 septembrie | Ziua Internațională a Traducătorilor                   | ONU                                    |
| 30 septembrie | Ziua Internațională a Blasfemiei                       | Center for Inquiry⁠(en)[traduceți]      |

### Octombrie
| Zi                         | Nume                                                                 | Recunoscută de                                     |
| -------------------------- | -------------------------------------------------------------------- | -------------------------------------------------- |
| 1 octombrie                | Ziua Internațională a Persoanelor Vârstnice                          | ONU                                                |
| 1 octombrie                | Ziua Mondială a Vegetarienilor                                       |                                                    |
| 1 octombrie                | Ziua Internațională a Cafelei⁠(d)                                     |                                                    |
| 2 octombrie                | Ziua Internațională a Non-violenței                                  | ONU                                                |
| 4 octombrie                | Ziua Internațională a Animalelor                                     |                                                    |
| 5 octombrie                | Ziua Profesorului                                                    | ONU, UNESCO                                        |
| 6 octombrie                | Ziua Mondială a Paraliziei Cerebrale Ziua Mondială a Mersului pe Jos |                                                    |
| 9 octombrie                | Ziua Mondială a Poștei                                               | ONU                                                |
| 10 octombrie               | Ziua Mondială a Sănătății Mintale                                    | ONU, Organizația Mondială a Sănătății              |
| 10 octombrie               | Ziua Mondială de Luptă împotriva Pedepsei cu Moartea                 |                                                    |
| 11 octombrie               | Ziua Internațională a Fetelor                                        | ONU                                                |
| 11 octombrie               | Ziua Internațională a Coming Out-ului                                |                                                    |
| 12 octombrie               | Ziua Limbii Spaniole                                                 | ONU                                                |
| 13 octombrie               | Ziua Mondială a Trombozei                                            |                                                    |
| 13 octombrie               | Ziua Mondială pentru Reducerea Dezastrelor Naturale                  | ONU                                                |
| 14 octombrie               | Ziua Mondială a Standardizării                                       | Organizația Internațională de Standardizare        |
| 15 octombrie               | Ziua Mondială a Spălatului pe Mâini                                  |                                                    |
| 15 octombrie               |                                                                      |                                                    |
| 16 octombrie               | Ziua Mondială a Alimentației                                         | ONU, Organizația pentru Alimentație și Agricultură |
| 16 octombrie               | Ziua Șefului                                                         | Statele Unite, Canada, Lituania, India             |
| 17 octombrie               | Ziua Internațională pentru Eradicarea Sărăciei                       | ONU                                                |
| 18 octombrie               | Ziua Mondială a Vasectomiei                                          |                                                    |
| 20 octombrie               | Ziua Mondială a Osteoporozei                                         |                                                    |
| 20 octombrie               | Ziua Mondială a Statisticii                                          |                                                    |
| 24 octombrie               | Ziua Națiunilor Unite                                                | ONU                                                |
| 24 octombrie               | Ziua Mondială a Dezvoltării Informaționale                           | ONU                                                |
| 27 octombrie               | Ziua Mondială pentru Patrimoniul Audiovizual                         | ONU, UNESCO                                        |
| 28 octombrie               | Ziua Internațională a Animației                                      |                                                    |
| 29 octombrie               | Ziua Mondială a Accidentului Vascular Cerebral                       |                                                    |
| 29 octombrie               | Ziua Internetului                                                    |                                                    |
| Prima zi de luni a lunii   | Ziua Mondială a Habitatului                                          | ONU                                                |
| A doua zi de joi a lunii   | Ziua Mondială a Vederii                                              | ONU, Organizația Mondială a Sănătății              |
| Prima zi de vineri a lunii | Ziua Mondială a Zâmbetului                                           |                                                    |

### Noiembrie
| Zi                             | Nume | Recunoscută de                        |
| ------------------------------ | --- | ------------------------------------- |
| 1 noiembrie                    | Ziua Mondială a Veganilor                                                                               |                                       |
| 6 noiembrie                    | Ziua Internațională pentru Prevenirea Exploatării Mediului în timpul Războaielor și Conflictelor Armate | ONU                                   |
| 8 noiembrie                    | Ziua Internațională a Radiologiei                                                                       |                                       |
| 9 noiembrie                    | Ziua Internațională împotriva Fascismului și Antisemitismului                                           |                                       |
| 12 noiembrie                   | Ziua Mondială de Luptă împotriva Pneumoniei                                                             | ONU, Organizația Mondială a Sănătății |
| 13 noiembrie                   | Ziua Mondială a Bunăvoinței                                                                             |                                       |
| 14 noiembrie                   | Ziua Mondială a Diabetului                                                                              | ONU, Organizația Mondială a Sănătății |
| 16 noiembrie                   | Ziua Internațională a Toleranței                                                                        | ONU                                   |
| 17 noiembrie                   | Ziua Internațională a Studenților                                                                       |                                       |
| 17 noiembrie                   | Ziua Mondială a Prematurității                                                                          |                                       |
| 19 noiembrie                   | Ziua Internațională a Bărbatului în unele țări                                                          |                                       |
| 21 noiembrie                   | Ziua Internațională a Televiziunii                                                                      | ONU                                   |
| 21 noiembrie                   | Ziua Mondială a Salutului                                                                               |                                       |
| 25 noiembrie                   | Ziua Internațională pentru Eliminarea Violenței împotriva Femeilor                                      | ONU                                   |
| 29 noiembrie                   | Ziua Internațională de Solidaritate cu Poporul Palestinian                                              | ONU                                   |
| A treia zi de joi a lunii      | Ziua Mondială a Filosofiei                                                                              | ONU, UNESCO                           |
| A treia zi de duminică a lunii | Ziua Mondială de Comemorare a Victimelor Accidentelor de Circulație                                     | ONU, Organizația Mondială a Sănătății |

### Decembrie
| Zi           | Nume                                              | Recunoscută de                                    |
| ------------ | ------------------------------------------------- | ------------------------------------------------- |
| 1 decembrie  | Ziua Mondială de Combatere a SIDA                 | ONU                                               |
| 2 decembrie  | Ziua Internațională pentru Abolirea Sclaviei      | ONU                                               |
| 3 decembrie  | Ziua Internațională a Persoanelor cu Dizabilități | ONU                                               |
| 5 decembrie  | Ziua Mondială a Solului                           | ONU                                               |
| 5 decembrie  | Ziua Internațională a Voluntarilor                | ONU                                               |
| 7 decembrie  | Ziua Internațională a Aviației Civile             | ONU, Organizația Internațională a Aviației Civile |
| 9 decembrie  | Ziua Internațională Anticorupție                  | ONU                                               |
| 10 decembrie | Ziua Drepturilor Omului                           | ONU                                               |
| 11 decembrie | Ziua Internațională a Munților                    | ONU                                               |
| 13 decembrie | Ziua Etniei Tătare din România                    | România - Legea nr. 453/2006                      |
| 18 decembrie | Ziua Internațională a Migranților                 | ONU                                               |
| 18 decembrie | Ziua Limbii Arabe                                 | ONU                                               |
| 20 decembrie | Ziua Internațională a Solidarității Oamenilor     |                                                   |

## Săptămâni
| Săptămână                         | Nume                                                                                          | Recunoscută de                   |
| --------------------------------- | --------------------------------------------------------------------------------------------- | -------------------------------- |
| Prima săptămână a lunii februarie | Săptămâna Armoniei între Credințe                                                             | ONU                              |
| 21–28 martie                      | Săptămâna Solidarității cu Popoarele care Luptă împotriva Rasismului și Discriminării Rasiale |                                  |
| Ultima săptămână a lunii aprilie  | Săptămâna Europeană a Vaccinării                                                              |                                  |
| 25 mai–1 iunie                    | Săptămâna Solidarității cu Popoarele Lipsite de Auto-guvernare                                |                                  |
| 1–7 august                        | Săptămâna Internațională a Alăptării                                                          | Organizația Mondială a Sănătății |
| 24–30 octombrie                   | Săptămâna Dezarmării                                                                          |                                  |

## Luni
| Lună                            | Nume                                               | Recunoscută de |
| ------------------------------- | -------------------------------------------------- | -------------- |
| Luna Istoriei Afro-Americanilor | Statele Unite                                      |                |
| Octombrie                       | Luna conștientizării Sindromul Down                |                |
| Octombrie                       | Luna Mondială de Luptă împotriva Cancerului de Sân |                |